# Girolamo esamina le stimmate
Girolamo esamina le stimmate è la ventiduesima delle ventotto scene del ciclo di affreschi delle Storie di san Francesco della Basilica superiore di Assisi, attribuiti a Giotto. Fu dipinta verosimilmente tra il 1295 e il 1299 e misura 230x270 cm.

## Descrizione e stile
Questo episodio appartiene alla serie della Legenda maior (XV,4) di san Francesco: "Nella Porziuncola giacendo morto il beato Francesco, messer Geronimo, celebre dottore e letterato, moveva i chiodi, e le mani, i piedi, il costato del santo con le proprie mani frugava." Nell'ambito delle esequie del santo furono infatti in molti, sia religiosi che laici, a voler controllare la veridicità del miracolo, incaricandone appositamente un noto medico.
La scena, molto affollata, è la diretta prosecuzione di quella della Morte di san Francesco  (intervallata dalla Visione di frate Agostino e del Vescovo di Assisi), con Girolamo che solleva con un gesto molto naturale il vestito del santo alla presenza dei frati e degli ecclesiastici. Nella parte più alta è riprodotto l'interno di una chiesa (la stessa Basilica superiore), dove sporgono un Crocifisso sagomato ed una Maestà appese, per questo inclinate (anche se la loro disposizione è un po' forzata), mentre a destra appare un angelo. Si tratta più o meno della stessa ambientazione della scena del Presepe di Greccio, vista però dal lato opposto, quello dell'ipotetica navata della basilica. A destra si trovava anche un'abside, oggetto di pentimento.